# Hexatoma gaspensis
Hexatoma gaspensis là một loài ruồi trong họ Limoniidae. Chúng phân bố ở miền Tân bắc.